# Cabreiros (Arouca)
Cabreiros ist ein Ort und eine ehemalige Gemeinde in Portugal.

## Geschichte
Der Ort entstand vermutlich weit nach der Reconquista und war eine Ortschaft innerhalb der Ländereien des Klosters Arouca. In den königlichen Registern von 1527 wird die Gemeinde Cabreiros mit elf Haushalten und der dazugehörige Ort Tebilhão mit neun Haushalten geführt.
1767 wurden hier 65 Haushalte gezählt. 1930 hatte die Gemeinde 480 Einwohner, deren Zahl bis 1950 auf 923 Einwohnern anwuchs. Dies stand im Zusammenhang mit den hier abgebauten Erzen, insbesondere das im Zweiten Weltkrieg kriegswichtige Wolfram, das die offiziell neutrale Salazar-Diktatur auch an das Naziregime lieferte. Danach verloren die Minen an Bedeutung, und die Einwohnerzahl schwand zunehmend.
Mit der Gebietsreform in Portugal 2013 wurde die Gemeinde Cabreiros aufgelöst und mit Albergaria da Serra zur neuen Gemeinde União das Freguesias de Cabreiros e Albergaria da Serra zusammengefasst. Cabreiros wurde Sitz der Gemeinde.

## Verwaltung
Cabreiros war Sitz einer eigenständigen Gemeinde (Freguesia) im Kreis (Concelho) von Arouca, im Distrikt Aveiro. In der Gemeinde lebten 126 Einwohner (Stand 30. Juni 2011).
Vier Ortschaften zählten zur Gemeinde:
- Cabreiros
- Cando
- Rio de Frades
- Tebilhão

Mit der Gebietsreform in Portugal am 29. September 2013 wurden die Gemeinden Cabreiros und Albergaria da Serra zur neuen Gemeinde União das Freguesias de Cabreiros e Albergaria da Serra zusammengefasst. Cabreiros wurde Sitz dieser neu gebildeten Gemeinde.